# Metatropiphorus
Metatropiphorus is een geslacht van wantsen uit de familie van de Nabidae (Sikkelwantsen). Het geslacht werd voor het eerst wetenschappelijk beschreven door Odo Reuter in 1872 .

## Soorten
Het genus bevat de volgende soorten:

- Metatropiphorus alvarengai Kerzhner, 1987
- Metatropiphorus belfragii Reuter, 1872
- Metatropiphorus drakei Harris, 1928
- Metatropiphorus emiliae Kerzhner, 2006